# Chiyomatsu Ishikawa
Pour les articles homonymes, voir Ishikawa.
Chiyomatsu Ishikawa (石川 千代松, Ishikawa Chiyomatsu) est un zoologiste japonais, né le 30 janvier 1860 et mort le 17 janvier 1935.
Cet ichtyologiste étudie à la station de zoologie de Naples à partir de 1887. Il contribue à la diffusion des idées sur l’évolution de Charles Darwin (1809-1882) au Japon.
Diplômé à l’université de Tokyo, il étudie en Allemagne auprès de l’évolutionniste August Weismann (1834-1914). Il était aussi le 5e principal de l’école moyenne Dokkyo de Tokyo.

## Liste partielle des publications
- 1904 : Notes on some new or little known fishes of Japan.art P I. Proc. Dept. Nat. Hist. Tokyo Imperial Mus., v. 1 : 1-17, Pl. 1-7.